# Gronotoma sculpturata
Gronotoma sculpturata is een vliesvleugelig insect uit de familie van de Figitidae. De wetenschappelijke naam van de soort is voor het eerst geldig gepubliceerd in 1855 door Forster.